# پاتریارک کلیسای شرق
پاتریارک کلیسای شرق (انگلیسی: Patriarch of the Church of the East) پاتریارک یا رهبر و سر اسقف (گاهی به عنوان جاثلیق یا رهبر جهانی نیز شناخته می‌شود) کلیسای مشرق است. این موقعیت به قرون اولیه مسیحیت در شاهنشاهی ساسانی برمی گردد، و کلیسا با نام‌های مختلفی از جمله کلیسای مشرق، کلیسای نسطوری، «کلیسای ایرانی»، «کلیسای ساسانی»، یا «شرق سوریه» شناخته شده است.